# Птичий язык
Пти́чий язы́к — фразеологизм, которым обозначают речь, перегруженную терминами и затемняющими смысл формулировками, понятную только немногим или вообще малопонятную.

## История выражения

### В древности
Изначально на Руси так называлась система звуковых сигналов, имитирующих голоса различных птиц. Такими сигналами обменивались разведчики и пограничные дозоры, чтобы не привлекать внимание неприятеля. Из живой речи выражение постепенно проникло в письменный язык. В одной московской грамоте 1508 года даётся такое указание: «А пойдет на тебя крымская рать, хоти нам птичьим языком весть подай». Профессор Б. А. Ларин по этому поводу отмечает:

В приведённом источнике выделенный нами оборот речи ещё очень близок к первоначально профессиональному своему значению, но уже содержит фразеологическую метафоричность, так как в целом означает: «Любыми средствами и как можно скорее извести, предупреди нас!»

### В XIX веке

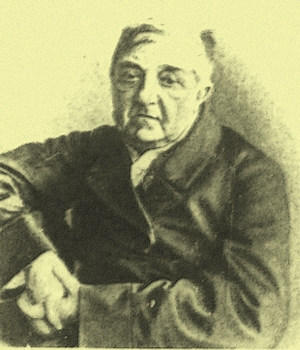
Профессор Д. М. Перевощиков, в 1844 году — декан отделения физических и математических наук Московского университета

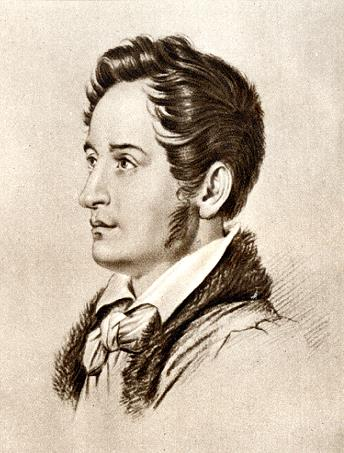
А. И. Герцен в молодости. Портрет 1836 года

В современном значении фразеологизм возник и закрепился в середине XIX века благодаря профессору Московского университета Д. М. Перевощикову. Последний так называл научно-философский язык 1820—1840 годов, которым говорила российская молодёжь. А. И. Герцен в «Былом и думах» (том I, глава 7) вспоминает:

В 1844 г. встретился я с Перевощиковым у Щепкина и сидел возле него за обедом. Под конец он не выдержал и сказал: — <…> Какое-с занятие-с — Гегелева-с философия-с. Ваши статьи-с читал-с: понимать-с нельзя-с, птичий язык-с. <…> Я долго смеялся над этим приговором, то есть долго не понимал, что язык-то у нас тогда, действительно, был скверный и если птичий, то, наверное, птицы, состоящей при Минерве.

В том же произведении (том IV, глава 25) Герцен далее развивает эту мысль:

Главное достоинство Павлова состояло в необычайной ясности изложения… молодые философы приняли, напротив, какой-то условный язык. Они не переводили на русское, а перекладывали целиком, да ещё, для большей лёгкости оставляя все латинские слова in crudo, давая им православные окончания и семь русских падежей. Я имею право это сказать, потому что, увлеченный тогдашним потоком, я сам писал точно так же да ещё удивлялся, что известный астроном Перевощиков называл это «птичьим языком».

Благодаря юмору Перевощикова, сохранённому в известной книге Герцена, выражение «птичий язык» вошло в русский язык в его текущем значении.